# Аеродром Нимуле
Аеродром Нимуле (: ) је ваздухопловно пристаниште код града Нимуле у вилајету Источна Екваторија у Јужном Судану. Смештен је на 628 метара надморске висине и има полетно-слетну стазу дужине 1.188 метара.